# Bona von Savoyen

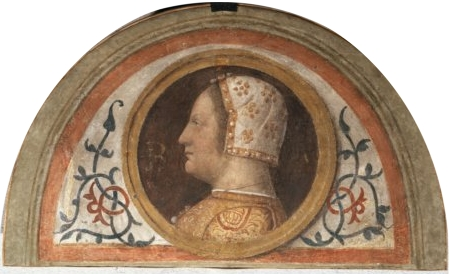
Bona von Savoyen, Porträt gemalt von Bernardino Luini

Bona von Savoyen (* 10. August 1449 in Avigliana; † 17. November 1503 in Fossano) war Herzogin von Mailand aus dem Haus Savoyen.

## Leben
Bona war eine Tochter von Herzogs Ludwig (Savoyen) und der Anne de Lusignan aus der Familie der zypriotischen Ramnulfiden. Nach dem Tod ihrer Mutter (1462) wurde sie an den Hof ihrer Schwester Charlotte, der Frau von Ludwig XI., geschickt. Dieser dachte zunächst daran, sie dem englischen König Eduard IV. zur Frau zu geben, doch als dieser Elizabeth Woodville heiratete, wandte er sich an Galeazzo Maria Sforza. Die Heiratsverhandlungen wurden auch nach 1466 fortgesetzt, dem Jahr, in dem Galeazzo seinem Vater Francesco im Herzogtum Mailand folgte. Am 8. April 1468 wurde schließlich der Ehevertrag unterzeichnet. Ludwig XI. verpflichtete sich, Bona 100.000 Goldscudi zu geben, und Galeazzo versprach ihr ein jährliches Einkommen von 15.000 Dukaten, Schmuck im Wert von 50.000 Dukaten und das Schloss von Abbiategrasso als Wohnsitz im Falle seines Todes. Die Hochzeit wurde am 12. Mai 1468 in Amboise gefeiert. Bona brach fünf Tage später nach Italien auf und landete am 26. Juni in Genua. In den Berichten, die Galeazzo zu dieser Zeit über sie erhielt, wird sie als groß, wohlproportioniert, mit schönem Teint, schmaler Taille, feinen Gesichtszügen und einem sanften Charakter beschrieben. Galeazzo selbst, der sie in Novi traf und sie zur Hochzeit nach Vigevano begleitete, erklärte, sie seien tanto contenti et consolato, che non lo posiamo ad sufficienteiam dire né scrivere (Carlo Magenta: I Visconti e gli Sforza nel Castello di Pavia... Milano 1883, I, S. 484–517; II, S. 260–329, 377–432). Die Ehe wurde am 7. Juli in einer feierlichen Zeremonie auf der Piazza del Duomo in Mailand bestätigt; am 26. Juli bekundete Galeazzo seine Zufriedenheit, indem er die Mitgiftrechte bestätigte und erhöhte.
Das erste Kind, Gian Galeazzo Maria, wurde am 20. Juni 1469 geboren; Bona hatte drei weitere Kinder: Ermes (1470), Bianca Maria (1472) und Anna (1473). Der bevorzugte Wohnsitz des herzoglichen Paares war das Schloss von Pavia; dort verbrachte sie die meisten der acht Jahre ihrer Ehe zusammen mit ihren Kindern. Galeazzo zeigte ihr weiterhin seine Wertschätzung und Dankbarkeit, indem er ihr 1470 die Stadt Novara und 1474 die Einkünfte des Parks von Pavia übertrug. Bona begleitete ihren Mann im März 1471 zu einem Besuch in Florenz, der für die Pracht des Mailänder Hofes berühmt war, und im Juli desselben Jahres zu einem weiteren Besuch in Mantua, am Hof der Gonzaga. Bona beteiligte sich nicht aktiv an den Staatsgeschäften, aber die Kontakte, die sie mit der Familie in Savoyen unterhielt, waren für die Sforza von Nutzen; und was das Landesinnere anbelangt, so war der vom Herzog 1474 gewährte Schuldenerlass ebenfalls auf ihr Eingreifen zurückzuführen.
Die Ermordung von Galeazzo Sforza am 26. Dezember 1476 veränderte das Leben von Bona. Das Herzogtum ging ohne Schwierigkeiten auf ihren siebenjährigen Sohn Gian Galeazzo über. Bona, beraten von Cicco Simonetta, dem Leiter der Geheimen Kanzlei, einem Mann mit langjähriger Erfahrung und bewährtem politischem und administrativem Geschick, gewährte Steuerbefreiungen, erließ der herzoglichen Kammer die Schulden und verteilte die Getreidereserven der Regierung zu kontrollierten Preisen an das Volk. Auf diese Weise erlangte sie zunächst eine große Popularität. Die mit Mailand verbündeten italienischen Staaten sicherten ihr sofort ihre Unterstützung zu, und am 9. Januar 1477 akzeptierte Bona formell die tutella et cura de lo Illustrissimo Duca novello. Von diesem Zeitpunkt an wurden alle Regierungsakte im Namen von Bona und Gian Galeazzo erlassen, denen gemeinsam der Titel Duces Mediolani verliehen wurde. Bona verlegte ihren Wohnsitz auf das Schloss in Mailand, wo ein kleiner Ausschuss des Geheimen Rates zweimal täglich zusammentrat. Dieses Consilium in arce trat oft in ihrer Gegenwart zusammen und verschob die Prüfung von Problemen, bis Bona konsultiert worden war, oder verwies sie zur Entscheidung an sie. Bona verließ sich auf Simonettas Rat, aber die letzte Verantwortung lag bei ihr. Die Ereignisse zeigten bald, dass Simonetta angreifbar war und deshalb zu Recht Bonas oberste Autorität hervorhob.

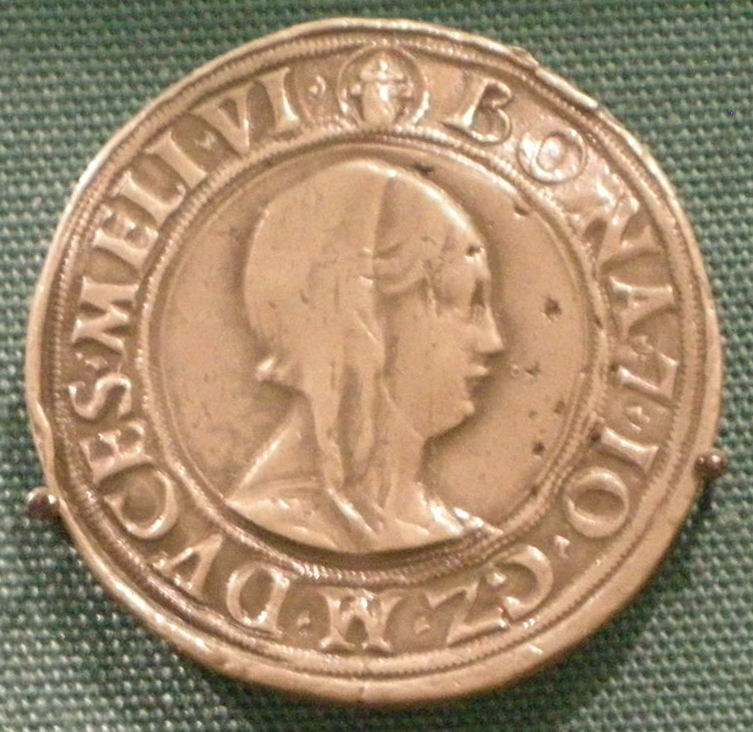
Testone aus Silber mit Bona von Savoyen (1476–-1480)

Zwei von Galeazzos Brüdern, Sforza, Herzog von Bari, und Ludovico, die sich zum Zeitpunkt seiner Ermordung in Frankreich aufhielten, bereiteten ihre Rückkehr nach Mailand vor und schlossen sich dort mit dem Condottiere Roberto Sanseverino d’Aragona und dem so genannten ghibellinischen Adel zusammen, um Simonetta zu vertreiben. Bona erreichte durch die Vermittlung von Ludovico Gonzaga im Februar 1477 einen Waffenstillstand, aber am 25. Mai, als die Regierung ein wahrscheinliches Komplott verhindern wollte, versuchten die Rebellen, Mailand zu den Waffen zu rufen. Sie fanden jedoch wenig Unterstützung und Sanseverino floh; Bona unterstützte Simonetta und verfügte die Verbannung der beiden Sforza-Brüder aus dem Herzogtum. Bonas Position schien nun sicher zu sein; in Wirklichkeit hing sie von der Stabilität der italienischen Politik ab, die infolge der Pazzi-Verschwörung (April 1478) und des darauf folgenden Krieges in eine schwere Krise geriet. Bona hielt sich an das von Francesco Sforza geschlossene Bündnis mit den Medici, was jedoch hohe militärische Kosten mit sich brachte und das Herzogtum gleichzeitig den Intrigen des Königs von Neapel, Ferrante, aussetzte. Diese Intrigen führten zum Verlust von Genua, wo die Autorität der Regentschaft bereits ins Wanken geriet, und zur Invasion des Veltlins durch die Schweizer, während Sforza und sein Bruder Ludovico einen Stützpunkt in Ligurien errichteten und ab Februar 1479 mit Roberto Sanseverino am Rande des Krieges in der Toskana operierten.
Am 20. August 1479 drangen Ludovico Sforza und Roberto Sanseverino mit ihrer Armee in das Herzogtum ein und besetzten innerhalb einer Woche Tortona und zahlreiche Festungen in der Umgebung. Simonetta riet zum Widerstand und veranlasste die Entsendung von Verstärkungen, doch Anfang September änderte Bona plötzlich ihre Meinung. Am 7. September erreichte Ludovico Mailand, wo er in Bonas Anwesenheit aufgenommen wurde. Am nächsten Tag wurden Briefe an die Städte der herzoglichen Domäne geschickt, um ihnen mitzuteilen, dass Ludovico in Bonas Gunst zurückgekehrt war, und zwei Tage später ordnete sie die Verhaftung Simonettas an. Am 21. Februar 1480 sah Bona sich gezwungen, die Gerüchte zu dementieren, dass ihre Autorität nur noch scheinbar sei. Die letzten Illusionen, die sie vielleicht noch hatte, fielen endgültig am 7. Oktober 1480, als die Statthalter von Gian Galeazzo den jungen Herzog unangekündigt in die Rocchetta, die innerste Festung der Mailänder Burg, einschlossen und Bartolomeo Calco befahlen, sich ihnen anzuschließen. Am 2. November lehnte sie den letzten Versuch ab, sie zu überreden, mit allen Ehren, aber ohne jegliche Vollmacht zu bleiben. Als Gegenleistung für die Bestätigung ihrer finanziellen Rechte als Witwe verzichtete sie auf die Vormundschaft des Herzogs und ging nach Abbiategrasso. Am nächsten Tag ernannte Gian Galeazzo seinen Onkel Ludovico zum Vormund.
In den nächsten fünfzehn Jahren lebte Bona hauptsächlich in Abbiategrasso. Sie versuchte, ins Piemont zu ziehen, aber Ludovico Sforza zog es vor, sie im Herzogtum zu behalten, da er befürchtete, dass die Savoyer oder der französische König sie als Waffe gegen ihn einsetzen würden. Es gibt Berichte über Verschwörungen, die von ihren Dienern Anfang 1481 und im Dezember 1483 gegen Ludovico organisiert wurden. Auf starken Druck von Ludwig XI. und auf Drängen seiner Frau gelang es Bona im September 1482, nach Mailand zurückzukehren und einen Teil ihres Privatbesitzes wiederzuerlangen. Doch das Komplott von 1483 lieferte den Vorwand, sie wieder nach Abbiategrasso zu verbannen, und die Proteste der Savoyer hatten den gegenteiligen Effekt als erhofft.
Ihr wachsender Wunsch, in Frankreich Zuflucht zu finden, wurde schließlich auf Ersuchen von Karl VIII. erfüllt und Bona überquerte im Dezember 1495 die Alpen. Ihr wurde ein Wohnsitz in Tours zugewiesen, und von 1498 bis 1499 lebte sie in Lyon. Aber es scheint, dass sie in Frankreich weder gut aufgenommen wurde noch glücklich war, sich dort aufzuhalten. Dann dachte sie daran, nach Savoyen zu gehen, wo Herzog Philibert II, ihr Neffe, ihr im April 1500 ein Landgut in Fossano schenkte. Bona blieb dort bis zu ihrem Tod und wurde in der Kirche San Giuliano bei Savigliano ohne offizielle Zeremonie beigesetzt.